# Sainte-Feyre
Sainte-Feyre é uma comuna francesa na região administrativa da Nova Aquitânia, no departamento de Creuse. Estende-se por uma área de 29,99 km². Em 2010 a comuna tinha 2 531 habitantes (densidade: 84,4 hab./km²).